# Hulmonteringsteknologi
Hulmonteringsteknologi (THT fra engelsk through-hole technology) (og hulmontering) er et begreb indenfor elektronikproduktion.
Hulmontering indebærer at de elektriske komponenters har ben, som placeres i huller på printpladen. Efter monteringen fyldes området mellem ben - og loddeøen - og selve hullet (ved gennempletterede huller) - med smeltet loddetin.